# 刘易斯瀑布
刘易斯瀑布（英語：Lewis Falls）是美国怀俄明州黃石國家公園刘易斯河的瀑布之一。
瀑布往下冲的高度约30英尺（9.1米），可以轻易从路中观赏得到，其位置大约靠近南大门往格兰特村与公园的中途。